# 杰拉尔德·芬克
杰拉尔德·R·芬克（英語：Gerald Ralph Fink，1940年7月1日—）是一位美国遗传学家，知名于对釀酒酵母（Saccharomyces cerevisiae）组胺酸合成途径的研究。1981年当选美国国家科学院院士，1996年当选美国国家医学院院士，2003年当选美國哲學會会士，2015年任美国科学促进会主席。